# 尖嘴林檎
尖嘴林檎（学名：Malus melliana）是蔷薇科苹果属的植物，是中国的特有植物。分布于中国大陆的湖南、江西、广西、云南、安徽、浙江、广东、福建等地，生长于海拔700米至2,400米的地区，一般生长在生山地混交林中或山谷沟边，目前已由人工引种栽培。

## 别名
麦氏海棠（庐山植物园栽培手册），锐齿亚洲海棠（植物分类学报）